# 雷焦卡拉布里亞廣域市
雷焦卡拉布里亞廣域市（義大利語：Città Metropolitana di Reggio Calabria）是意大利卡拉布里亚大区的一個广域市。面積3,183平方公里，2005年人口565,866人。首府雷焦卡拉布里亞。前身为雷焦卡拉布里亞省。
下分97市鎮。